# Christian Poswiat
Christian Poswiat (Alemania, 26 de junio de 1968) es un nadador alemáne retirado especializado en pruebas de estilo espalda, donde consiguió ser medallista de bronce mundial en 1991 en los 4x100 metros estilos.

## Carrera deportiva
En el Campeonato Mundial de Natación de 1991 celebrado en Perth (Australia), ganó la medalla de bronce en los relevos de 4x100 metros estilos, nadando el largo de espalda, con un tiempo de 3:42.13 segundos, tras Estados Unidos (oro con 3:39.66 segundos) y la Unión Soviética (plata con 3:40.41 segundos).